# Gerberge av Provence
Gerberge av Provence, född cirka 1060, död 3 februari 1112 eller i januari 1118, var från 1093 till 1111 eller 1112 regerande grevinna av Provence. Hon var syster till sin företrädare Bertrand II.
År 1058 gifte sig Gerberga med greve Gilbert av Gévaudan. De fick minst tre döttrar; Douce I, Stephanie och Sibyl. Efter att Gerberges make mördats, gifte hon bort dottern Douce med Raimond Berengar III, greve av Barcelona. Dessa fick då ärva tronen och svärsonen kallas som provensalsk greve Raimond Berengar I, den store. Grevetiteln av Provence övergick därmed till ätten Barcelona.
Dottern Stephanie gifte sig med Raimond I av Baux. Dessa gjorde också anspråk på tronen i Provence och det var en av de utlösande faktorerna i Bauxkrigen, Guerres baussenques som pågick åren 1144–1162.